# Rudi Weichmann
Rudi Weichmann (* 30. Dezember 1926 in Regensburg; † 21. Juni 2013 ebenda) war ein deutscher Metallbildhauer und Kunsthandwerker.

## Leben

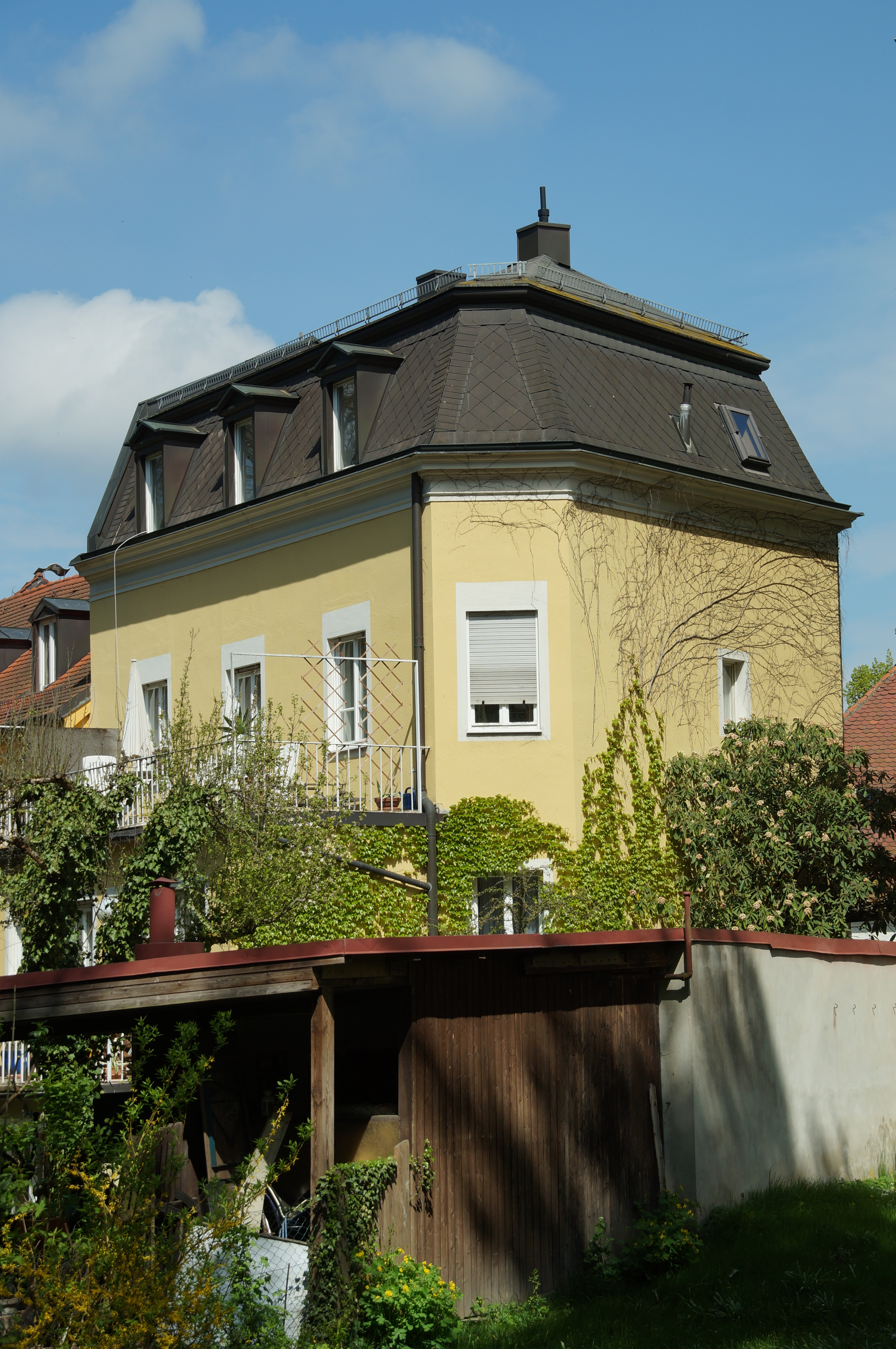
Das Haus Wiesmeierweg 7 in Regensburg, in dem sich im Souterrain das Atelier Weichmanns befand.

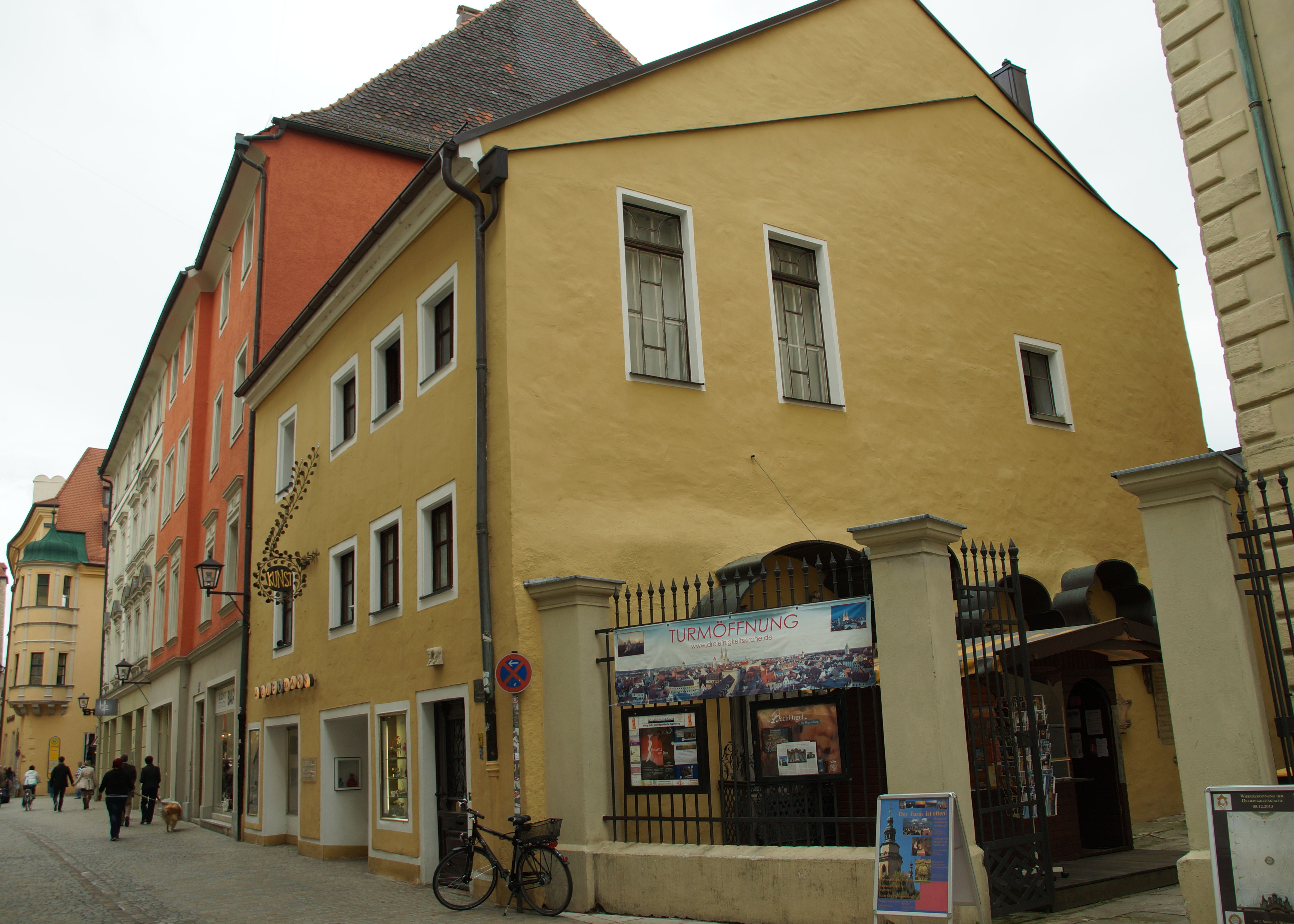
Das Haus Gesandtenstraße 11 in Regensburg, in dem sich unten der „Kunsthof Weichmann“ befindet.

Weichmann absolvierte bei seinem Vater Franz Weichmann, unter anderem Metallbildner und Gestalter in den Werkstätten bei Haber & Brandner von 1920 bis 1942 und Gründer der „Kunstgewerblichen Werkstätten Franz Weichmann“, die Ausbildung zum Gürtler und danach eine Lehre zum Gold- und Silberschmied in Aachen. Danach studierte er von 1951 bis 1955 an der Akademie der Bildenden Künste München Goldschmiedekunst bei Franz Rickert und Bildhauerei bei Anton Hiller. 1958 heiratete er die Fotografin Helga Weichmann-Schaum, mit der er zusammen zwei Söhne bekam.
Ab 1965 bis kurz vor seinem Tod war er als freischaffender Künstler im Atelier in der Wiesmeierweg 7 aktiv und fertigte auch für das väterliche Familiengeschäftes „Kunsthof Weichmann“ in der Gesandtenstraße 11 in der Regensburger Altstadt, dessen Geschäftsführerin heute die Uschi Weichmann, Gattin seines Sohnes Rupert „Rupi“ Weichmann, ist.
Weichmanns Werke umfassen Plastiken aus Kupfer, Silber, Bronze, Messing und Eisen verschiedenster Formen, Größen und Motive. Exemplare sind regelmäßig von Ausstellungen des Kunst- und Gewerbevereins Regensburg und des BBK Niederbayern/Oberpfalz, wo er seit 1948 Mitglied und von 1965 bis 1969 2. Vorsitzender war. 2009 wurde in der TV-Doku-Reihe Zwischen Spessart und Karwendel des Bayerischen Fernsehens über ihn berichtet.
Bekannte Kunst-am-Bau-Arbeiten sind die „Hl. Odilie“ an der ehemaligen Augenklinik Regensburg („Klier-Klinik“) in der Landshuter Straße 9, der „Sauere Gockel“ am Alten- und Pflegeheim Bürgerheim Kumpfmühl in der Kumpfmühler Str. 52 a und „Die Großen Scheiben“ des Berufsbildungszentrums (zusammen mit Klaus Caspers). Lokale Bekanntheit erfuhr auch das massenhaft gegossene „goldene Bruckmandl“ nach einer von Rudi Weichmann wiederentdeckten Form seines Vaters, das die Statue am Brückenscheitel der Steinernen Brücke in Miniaturform darstellt. Die Messingkleinplastik wurde von verschiedenen Institutionen verliehen. Ein für das Kriegerdenkmal im Regensburger Stadtpark gefertigter Kranz aus Metall wurde gestohlen, lediglich eine Blatt davon blieb liegen.
Zur Erinnerung an Franz und Rudi Weichmann soll im „Kunsthof Weichmann“ eine Dauerausstellung eingerichtet und ein Werkverzeichnis erstellt werden. Der von P. W. Gabriel Winkler gestaltete „Einspruch wagen – Preis für Zivilcourage“ von Pax Christi Regensburg (Bistumsstelle Regensburg) wurde im Atelier Weichmanns gegossen.

## Auszeichnungen
- 1973: Bayerischer Staatspreis
- 1986: Nordgaupreis des Oberpfälzer Kulturbundes in der Kategorie „Bildende Kunst“
- 1991: Kulturpreis Ostbayern, OBAG